# Ałatau Zailijski

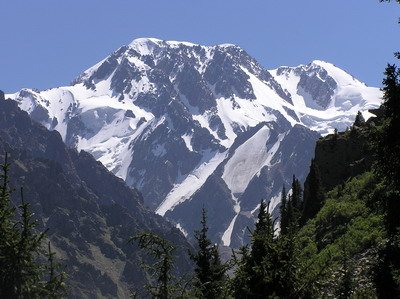
Szczyt Tałgar

Ałatau Zailijski (kaz.: Iле Алатауы, Yle Ałatauy; kirg.: Иле Алатоосу, Ile Ałatoosu; ros.: Илейский Алатау, Ilejskij Ałatau; daw.: Заилийский Алатау, Zailijskij Ałatau) – pasmo górskie w Tienszanie, na granicy Kirgistanu i Kazachstanu, rozciągające się na długości ok. 400 km. Najwyższym szczytem jest położony w Kazachstanie Tałgar, wznoszący się na wysokość 4973 m n.p.m. U podnóża gór znajduje się miasto Ałmaty. W górach znajduje się ośrodek narciarski Szymbulak.